# Jostedalsbreen Nasjonalparksenter

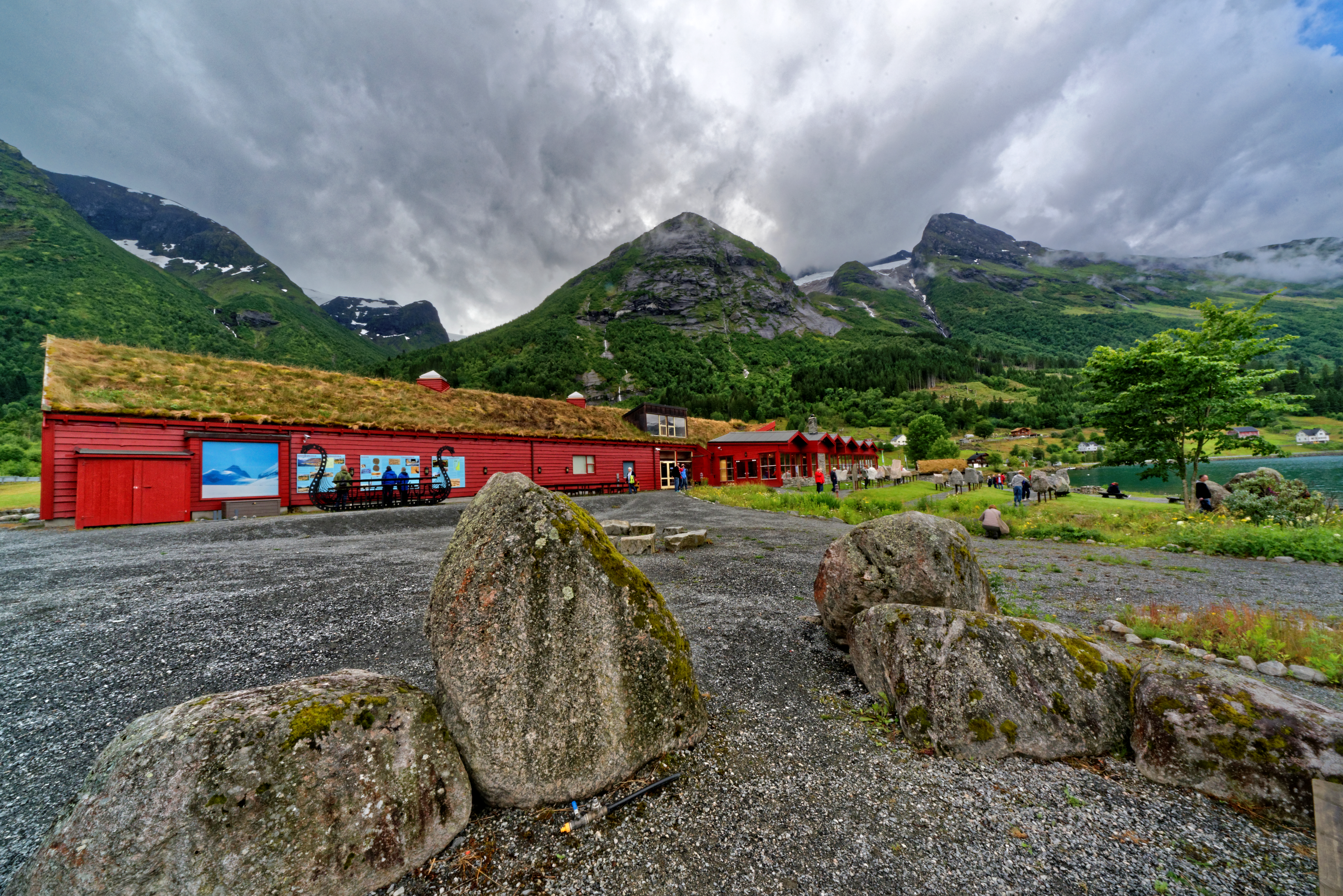
Jostedalsbreen Nasjonalsparksenter

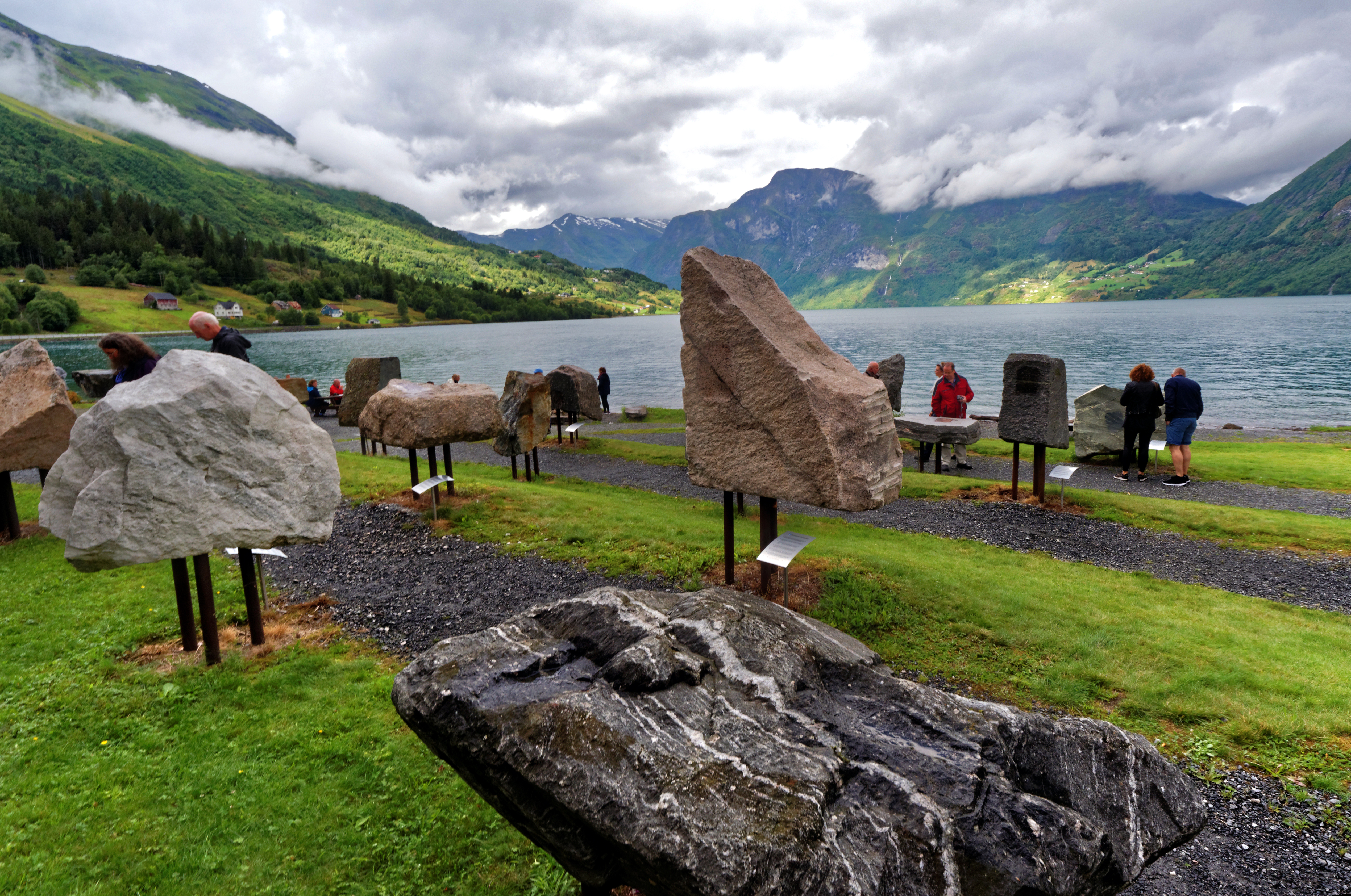
Der Geologiepark

Das Jostedalsbreen Nasjonalparksenter (Jostedalsgletscher Nationalparkzentrum) liegt in der norwegischen Kommune Stryn bei der Ortschaft Oppstryn im Fylke Vestland.
Das Jostedalsbreen Nasjonalparksenter informiert über Gletscher, Landschaft, Flora und Fauna sowie Geologie rund um den Nationalpark.
Im Botanischen Garten werden rund 325 einheimische Pflanzenarten gezeigt. Im Geologiepark sind typische Gesteine aus der Region wie Gneis, Granit, Gabbro, Norwegens Nationalstein der rosafarbene Thulit und der Stein der Provinz Sogn og Fjordane, der grünliche Eklogit ausgestellt.
Das Nationalparkzentrum ist im Besitz einer privaten Stiftung und wurde am 19. Juni 1993 von der norwegischen Premierministerin Gro Harlem Brundtland eröffnet.
Das Hauptgebäude ist im Langhausstil der Wikinger errichtet. Seine Größe entspricht etwa dem des größten Langhauses, das in Norwegen gefunden wurde. Das Kinogebäude ist ein moderner Bau aus poliertem Larvikit, einem im Norwegen vorkommenden Stein.